# 越南紫金牛
越南紫金牛（学名：Ardisia amherstiana）为报春花科紫金牛属下的一种。

## 异名
- 越南紫金牛[1]
- [2]

## 扩展阅读
- 維基物種上的相關：越南紫金牛